# نشلي محمد باشا
نشلي محمد باشا (بالتركية: Nişli Mehmed Paşa)‏ هو سياسي عثماني، تولى منصب قبطان باشا البحرية العثمانية (أدميرال).

## أنظر أيضا
- قائمة قباطين البحر العثمانيين.

## مناصبه
تولى المناصب التالية:
- قبطان باشا (1763–1764)